# ماندال (شهرک)
ماندال (به لاتین: Mandal) یک شهرک در نروژ است که در استان وست اگدر واقع شده‌است. ماندال ۶٫۳۲ کیلومتر مربع مساحت و ۱۰٬۷۲۵ نفر جمعیت دارد و ۱ متر بالاتر از سطح دریا واقع شده‌است.

## نگارخانه

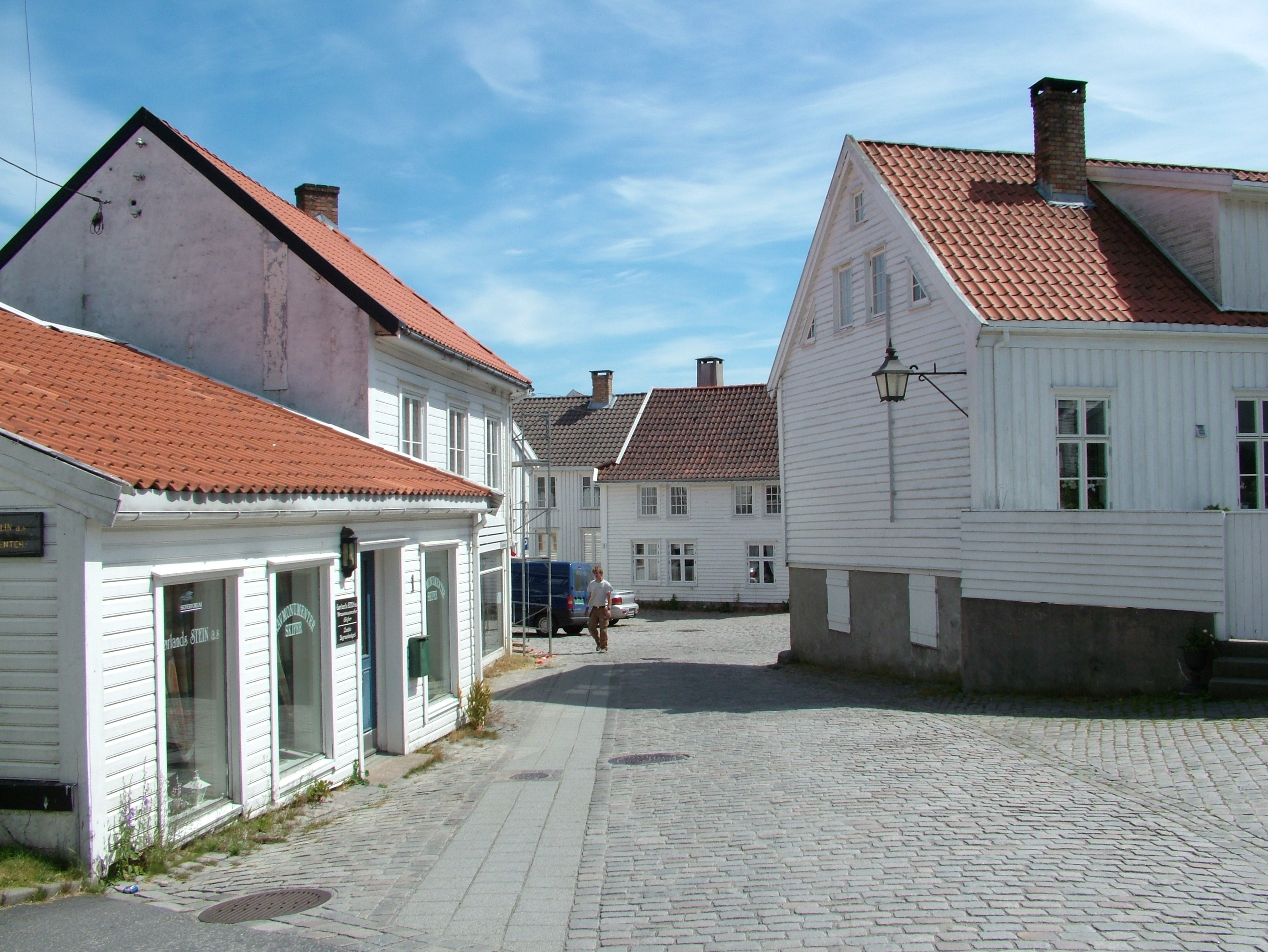
View of part of the town center
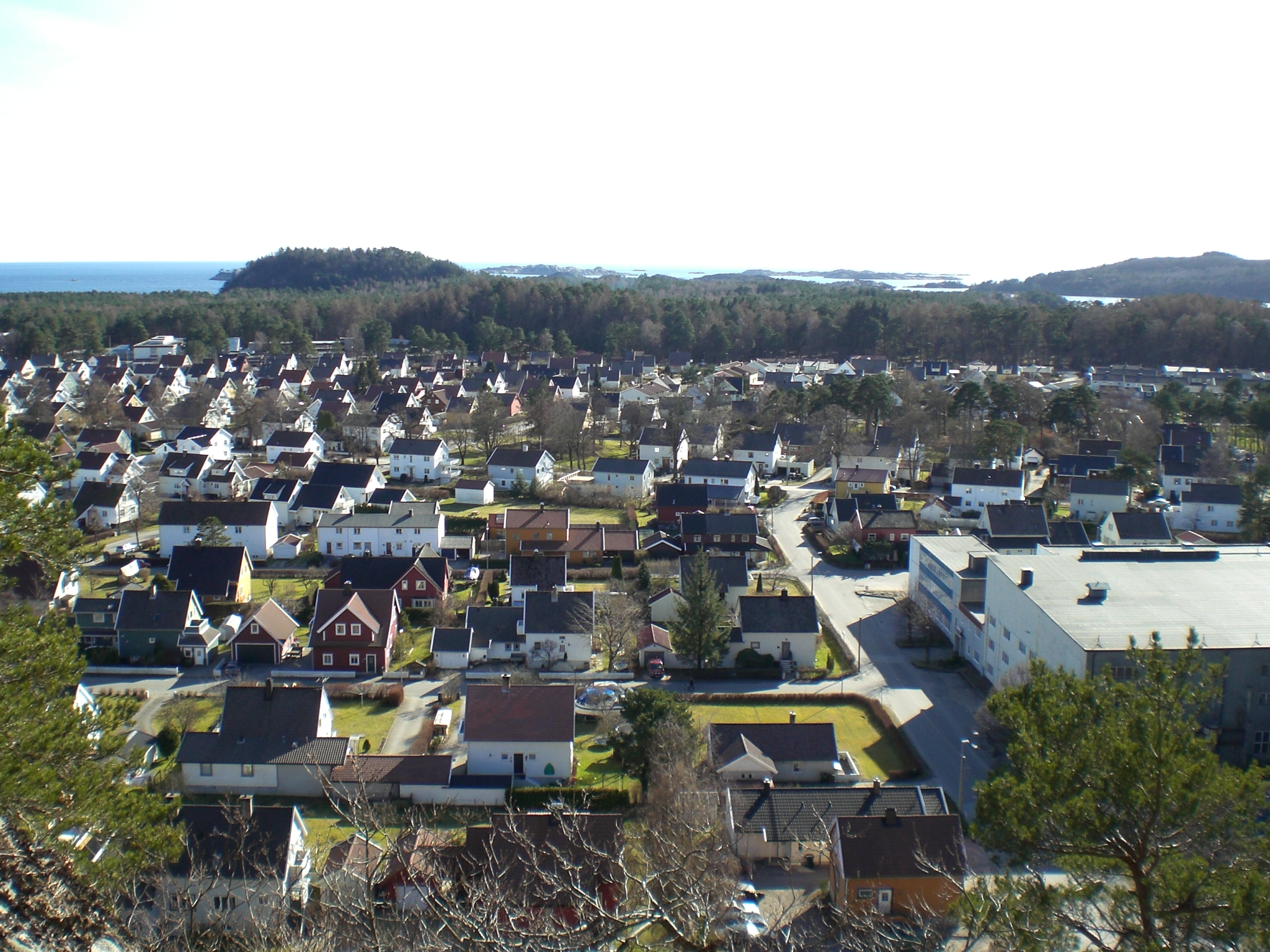
View of the Vestnes area of Mandal
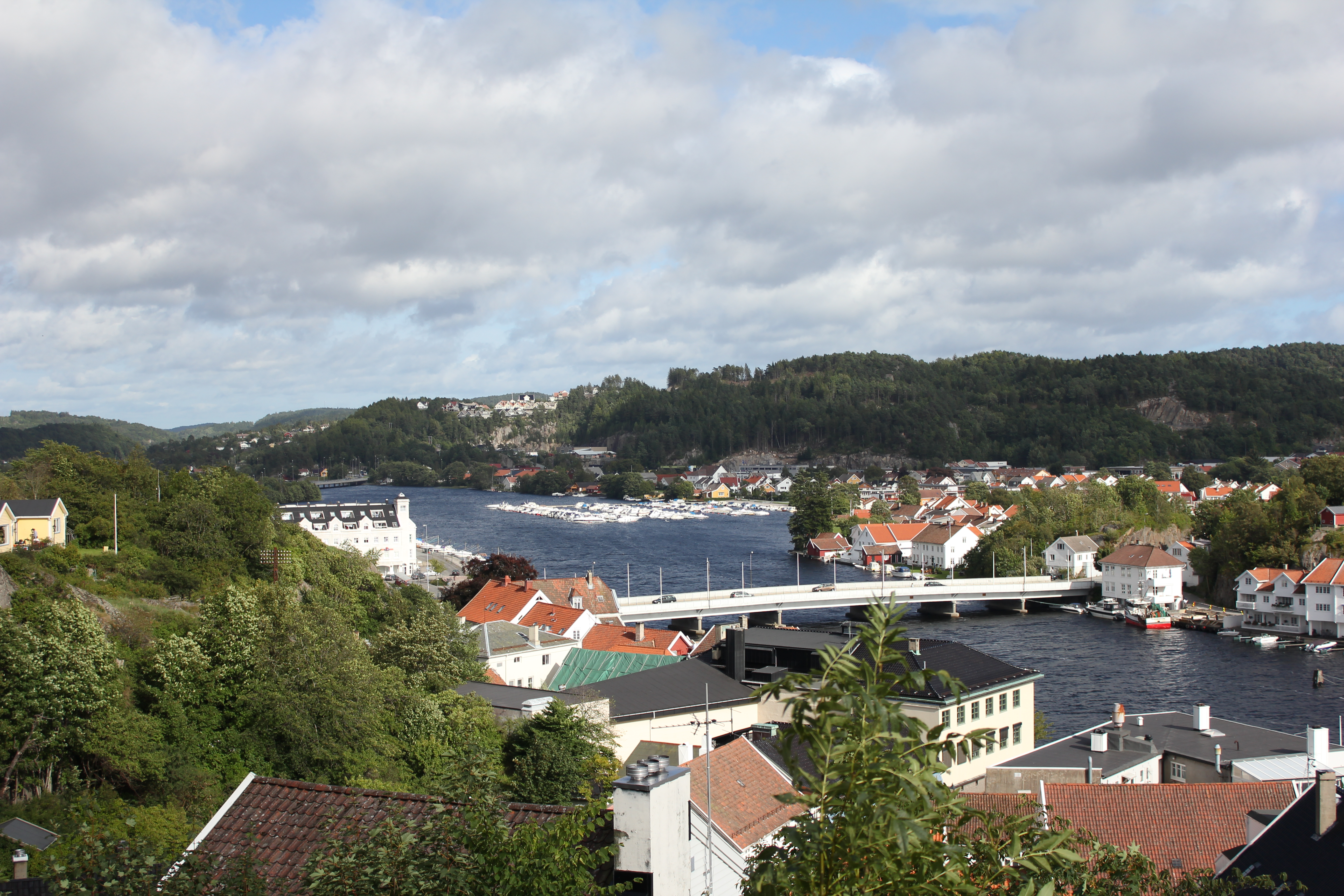
View of the bridge in Mandal
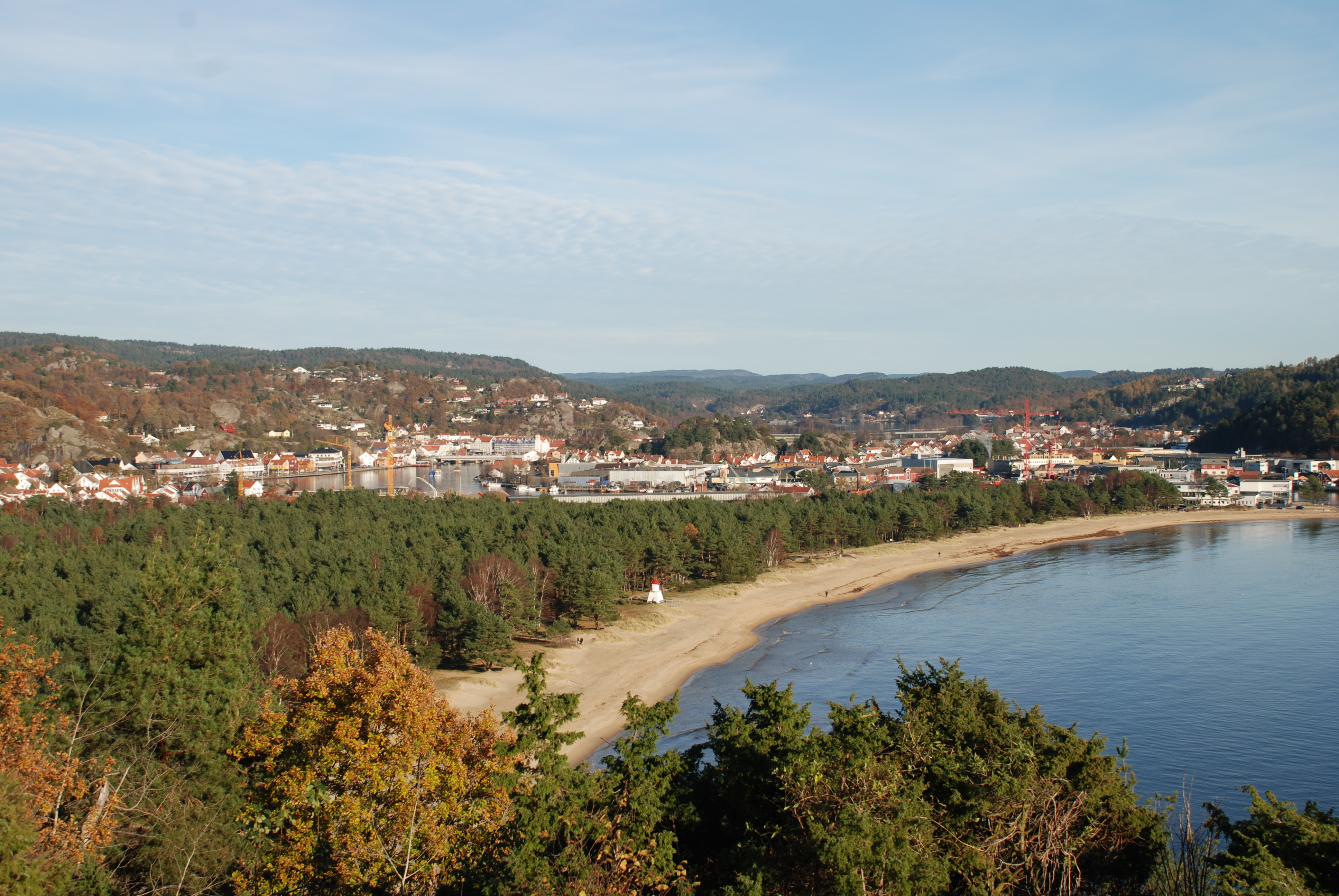
View of the town centre and beach area
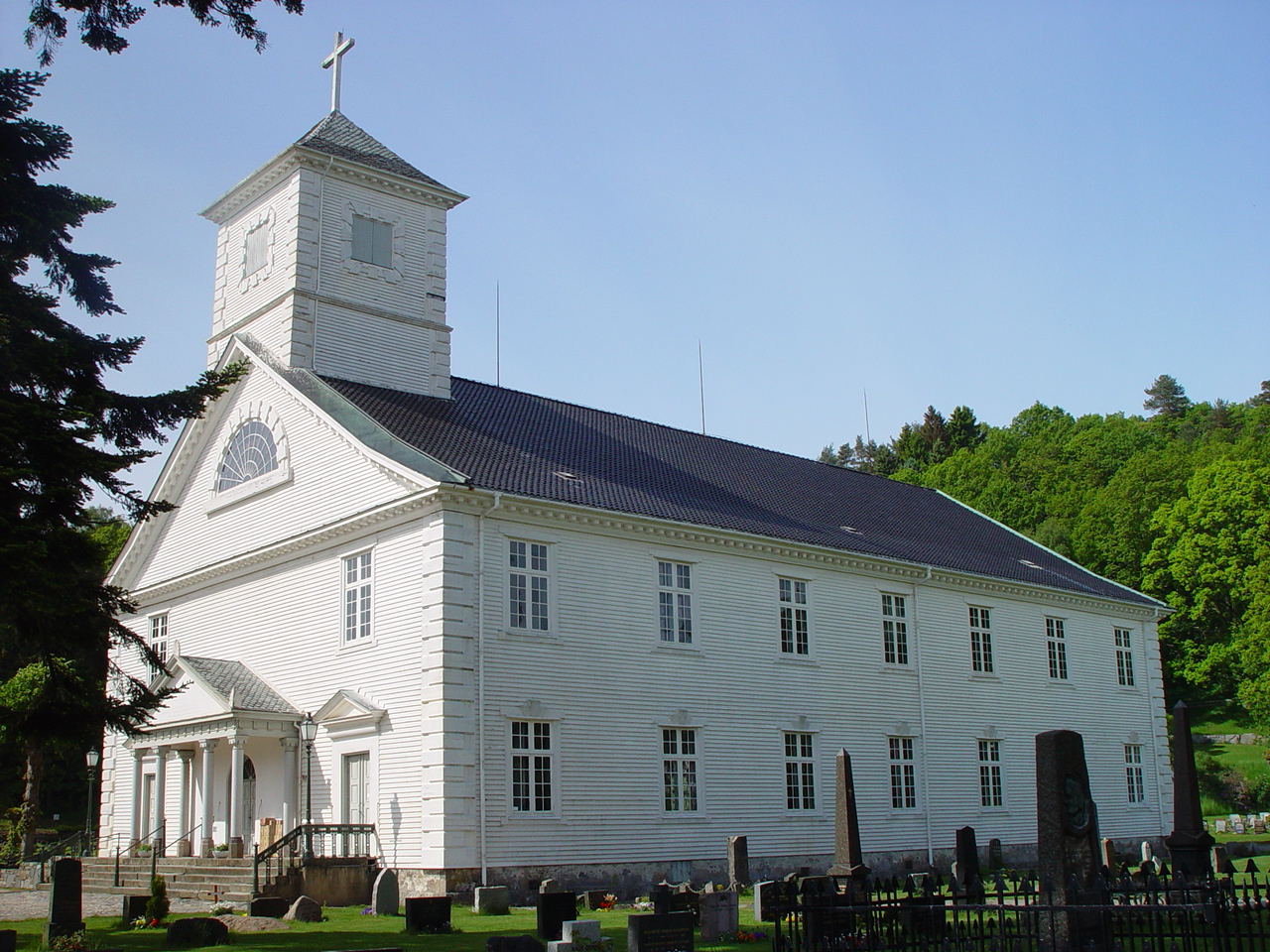
View of the Mandal Church